# Cactus
Cactus — рок-гурт зі США, утворений 1969 року. До першого складу гурту ввійшли: Расті Дей (Rusty Day) — вокал; Джим Маккарті (Jim McCarty) — гітара (екс-учасник групи Мітча Райдера та формації Buddy Miles' Express), а також два колишніх музиканта гурту Vanilla Fudge: Тім Богерт (Tim Bogert), 27.08.1944, Річфілд, Нью Джерса, США — бас та Кермін Еппіс (Carmine Appice), 15.12.1946, Нью-Йорк, США — ударні.
Дебютував цей гурт 1970 року на фірмі «Atco» альбомом «Cactus», але свій справжній повний шаленства хард-рок він презентував на другому лонгплеї «One Way… Or Another» 1971 року. Після запису чергової солідної платівки «Restrictions» гурт залишили Джим Маккарті та Расті Дей, які перейшли до формації Detroit. Їх місця зайняли Пітер Френч (Peter French) — вокал, екс-Atomic Rooster та Вернер Фрітцшінг (Werner Fritzsching) — гітара. Також до Cactus було додатково взято клавішника Дуена Хітчінгса (Duane Hitchings). Новий склад записав альбом «0t & Sweat», після чого з гурту пішли Богерт та Еппіс, щоб разом з Джефф Беком утворити супер-гурт Beck, Bogert & Appice. Внаслідок цього гурт Cactus розпався, однак швидко був реанімований під назвою The New Cactus Band у складі: Дюен Хітчінгс, екс-Iron Butterfly Майк Пайнер (Mike Piner) — гітара; Роланд Робінсон (Roland Robinson) — вокал, бас, Мануель Бертематті (Manuel Bertematti) — ударні, вокал та Джеррі Норріс (Jerry Norris) — ударні, але після запису єдиного альбому вона остаточно припинила свою діяльність.

## Дискографія
- 1970: Cactus
- 1971: One Way… Or Another
- 1971: Restrictions
- 1972: Ot'n Sweaty
- 1973: Son Of Cactus (як The New Cactus Band)